# Џексон Хејнс
Џексон Хејнс (енг. Jackson Haines, Њујорк, 1840 - Финска, јануар 1875) био је уметнички клизач и балетан. Заслужан је за настанак званичне форме и стила уметничког клизања,средином 1860-их. Усавршио је клизаљке тако да буду погодније за захтевне окрете и пируете-модел са краћим заобљеним оштрицама, трајно фиксираним за ципелу, због тога Хејнс се сматра оцем уметничког клизања.

## Биографија

#### Детињство и младост
Рођен је 1840. године у Њујорку од мајке Елизабете Ирл Хејнс и оца Александра Хејнса. Живео је у вишечланој породици, са три сестре и братом. Са само десет година напушта Северну Америку и одлази у Европу да учи о плесу. Тамо, није само матурирао за балетског играча, већ је и постао клизач на леду. Враћа се у Америку неколико година касније, због жеље његовог оца да се оствари као службеник. У касним тинејџерским данима он напушта дом и одлази да испуни своје снове. У почетку своје каријере, Хејнс је радио у позоришту у Њујорку. Тада се оженио Алмом Богарт са којом је имао троје деце. 

## Каријера
Године 1864. Хејнс побеђује на Првом америчком клизачком шампионату. Након тога, одлази у Беч где је 16. јануару 1868.године имао пресудан утицај на развој модерног клизања. Увео је у овај спорт елементе балета и музике. Он је фокус са „цртања слике” на леду пребацио на елементе плеса. Постао је познат по пируетама, плесу и драматичним скоковима које је изводио на леду. Освојио је разне награде и многобројни часописи су писали о њему.

## Смрт
Умро је у јануару 1875.године у Финској. „Интернационални стил” Џексона Хејнса, који је био популаран у Европи, није дошао до Америке све до касно после његове смрти.